# Santana da Azinha
Santana da Azinha ist eine Gemeinde (Freguesia) im portugiesischen Kreis Guarda. In ihr leben 528 Einwohner (Stand 19. April 2021).